# Gabi Kanichowsky
Gabi Kanichowsky (en hebreo: דין דוד‎; Ra'anana, 24 de agosto de 1997) es un futbolista israelí que juega en la demarcación de centrocampista para el Ferencváros TC de la Nemzeti Bajnokság I.

## Selección nacional
Tras jugar en la selección de fútbol sub-19 de Israel y en la sub-21, finalmente el 26 de marzo de 2022 debutó con la selección absoluta en un encuentro amistoso contra Alemania que finalizó con un resultado de 2-0 a favor del combinado alemán tras los goles de Kai Havertz y Timo Werner.

## Clubes
| Club                  | País    | Año       | Partidos | Goles |
| --------------------- | ------- | --------- | -------- | ----- |
| Maccabi Tel Aviv FC   | Israel  | 2015-2016 | 1        | 0     |
| Hapoel Petah Tikva FC | Israel  | 2016-2017 | 36       | 4     |
| Hapoel Acre FC        | Israel  | 2017-2018 | 38       | 6     |
| Maccabi Netanya FC    | Israel  | 2018-2021 | 119      | 19    |
| Maccabi Tel Aviv FC   | Israel  | 2021-2025 | 193      | 27    |
| Ferencváros TC        | Hungría | 2025-     |          |       |

## Palmarés

### Títulos nacionales
| Título                 | Club                   | País   | Año  |
| ---------------------- | ---------------------- | ------ | ---- |
| Copa Toto Al           | Maccabi Tel Aviv F. C. | Israel | 2024 |
| Liga Premier de Israel | Maccabi Tel Aviv F. C. | Israel | 2024 |
| Supercopa de Israel    | Maccabi Tel Aviv F. C. | Israel | 2024 |
| Copa Toto Al           | Maccabi Tel Aviv F. C. | Israel | 2025 |
| Liga Premier de Israel | Maccabi Tel Aviv F. C. | Israel | 2025 |